# Emilie Turecek

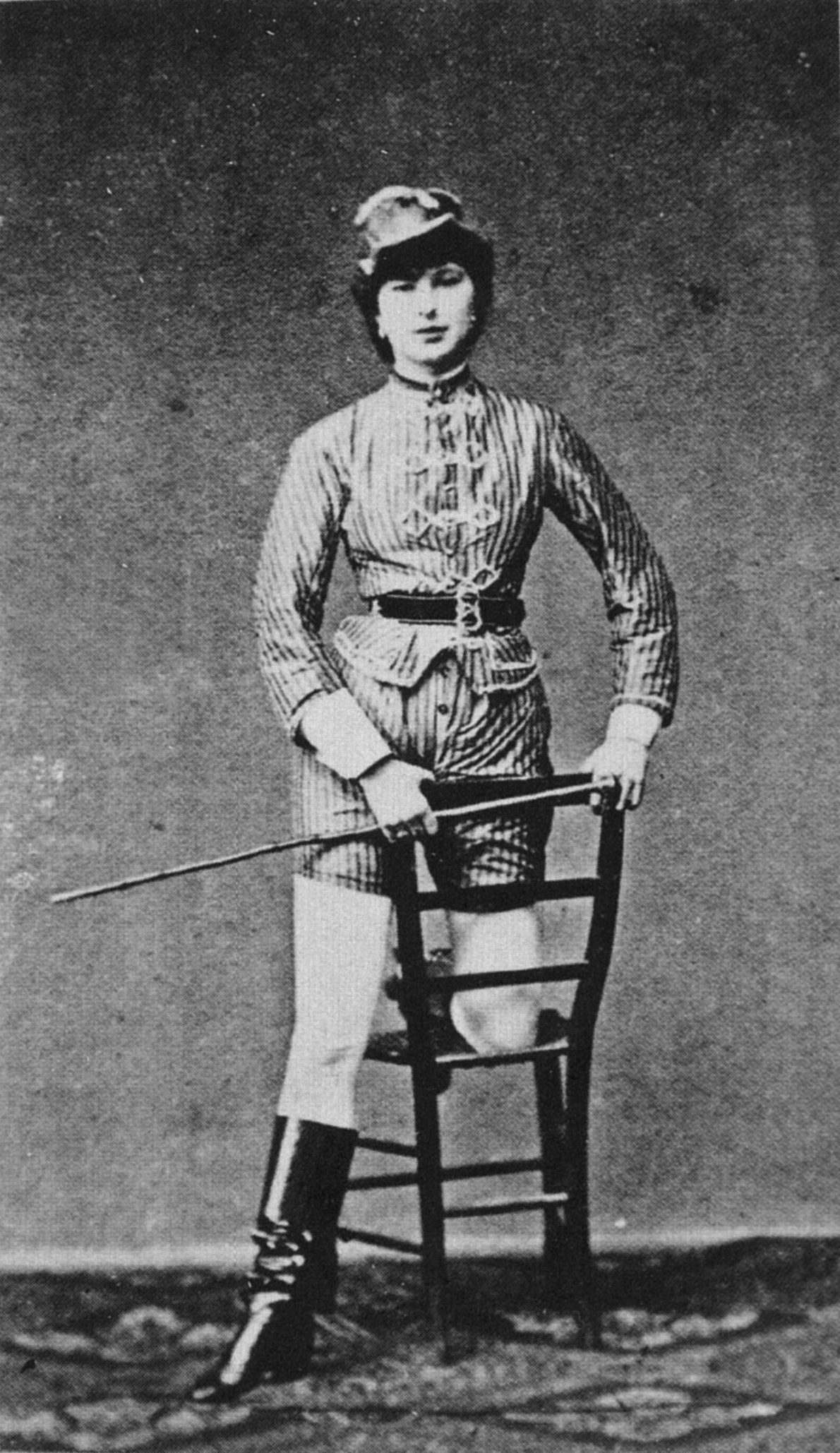
Emilie Turecek, die Fiaker-Milli, ca. 1870

Emilie Turecek, auch Emilie Turaczek, ab 1867 Emilie Wagner, ab 1869 Emilie Pemer oder Emilie Pemmer, verheiratete Emilie Demel (* 30. Juni 1846 in Wien; † 13. Mai 1889 in Wien), genannt Fiaker-Milli, war eine österreichische Volkssängerin des Wienerlieds.

## Leben
Emilie Turecek wurde in der Vorstadt Thurygrund (1850 nach Wien eingemeindet) als uneheliches Kind der am 20. Jänner 1805 in Chotěboř geborenen Anna Turecek geboren. Ihr Vater, der am 28. Juli 1798 in Kochholz in Niederösterreich geborene Michael Pemmer, ehelichte Anna Turecek erst am 12. September 1869 in der Lichtentaler Pfarrkirche in Wien.
Sie trat in Vergnügungslokalen sowie auf Wäschermädel- und Fiakerbällen auf. Ihre Auftritte im Jockeykostüm mit eng anliegenden Hosen und Reitgerte sorgten für großes Aufsehen. Für das Tragen von Männerkleidung brauchte sie eine polizeiliche Genehmigung.
Am 21. Oktober 1874 heiratete Emilie Turecek den 1851 in Wien geborenen Fiaker Ludwig Demel in der Johann-Nepomuk-Kirche in Wien-Leopoldstadt. Die aufsehenerregende Zeremonie zog eine große Anzahl von Gästen und Schaulustigen an und brachte den Tramway-Verkehr auf der Praterstraße zeitweise zum Erliegen. Aufgrund der Menschenansammlung musste sogar die Polizei einschreiten.
Emilie Demel, wie sie jetzt hieß, widmete sich danach dem Fuhrwerksunternehmen ihres Mannes und erwog sogar, selbst Kutscherin zu werden. Sie musste aber bereits nach einem halben Jahr Konkurs anmelden.
Völlig verarmt starb sie im Mai 1889 erst 42-jährig in ihrer Wohnung in Dornbach (1892 nach Wien eingemeindet) an Leberzirrhose.
Josef Koller schrieb 1931 in seinem Buch Das Wiener Volkssängertum in alter und neuer Zeit:

„Die Fiaker Milli kam mit ihrem männlichen und weiblichen Anhang überall dorthin, wo es ‚a Hetz und Gaude‘ gab, und stellte dann buchstäblich alles auf den Kopf. Sie war fesch und übermütig und verlor an jedem Abend die Herrschaft über ihr heißblütiges Temperament. Immer war die Fiaker Milli die intellektuelle Urheberin der nächtlichen Orgien; wo sie auftauchte, wusste sie die Festordnung umzustoßen und durch zügelloses Treiben eine Ulkstimmung hervorzurufen.“

Bezüglich ihres Ablebens schreibt Koller:

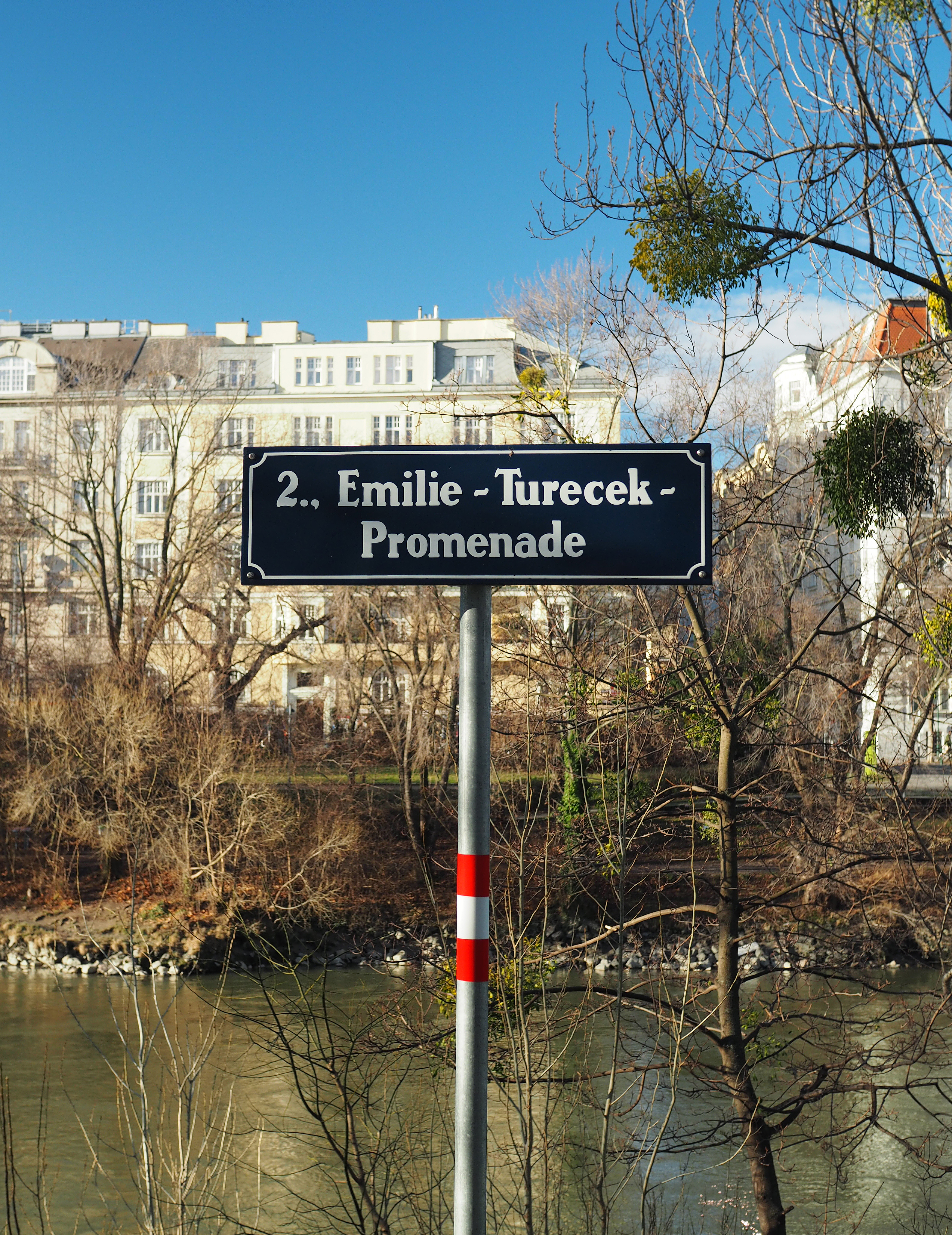
Die Emilie-Turecek-Promenade, 1020 Wien

„Nicht allzulange leuchtete der Glücksstern der übermütigen Fiaker Milli. Das wüste Leben rächte sich und in der Blüte der Jahre wurde die viel umworbene Bringerin der Lust abberufen. Leberentartung war als Todesursache angegeben. Am 18. Mai 1889 [recte: 15. Mai] setzte man den Leichnam der Fiaker Milli am Dornbacher Friedhof in einem Schachtgrabe bei...“

## Rezeption
Hugo von Hofmannsthal setzte der Volkssängerin in seinem Libretto zu der Richard-Strauss-Oper Arabella mit der Figur der Fiakermilli ein Denkmal.

Die Fiaker-Milli als Figur kommt in mehreren Filmen vor:
- 1944: Schrammeln
- 1953: Fiakermilli – Liebling von Wien (Die Fiakermilli)
- 1967: Die Fiakermilli

2022 wurde der Gehweg entlang des Donaukanals zwischen Franzensbrücke und Rotundenbrücke Emilie-Turecek-Promenade benannt.